# Фавас
Фавас (рос. фавас, англ. favas, нім. Favas f pl) — термін гірників для різних мінералів — фосфатів (переважно барію, свинцю, стронцію, рутилу, циркону та ін.) у вигляді дрібних гальок з алмазоносних пісків Бразилії. Від португ. «favas» — «квасоля».
Розрізняють:
- фавас-циркон (крупна галька ZrO2; густина 4,9-5,4; твердість 7,5; знахідки: Сьєрра-Роко-де-Кальдас, шт. Мінас-Жерайс, Бразилія).